# Ummidia oaxacana
Ummidia oaxacana là một loài nhện trong họ Ctenizidae. U. oaxacana được miêu tả năm 1925 bởi Ralph Vary Chamberlin.